# Margaret Chung
Pour les articles homonymes, voir Chung.
Margaret Jessie Chung, née le 2 octobre 1889 et morte le 5 janvier 1959, est la première femme médecin sino-américaine. Après une carrière de pigiste, elle s'inscrit à l'université de Californie du Sud et obtient son diplôme de la faculté de médecine en 1916 et termine son internat et sa thèse dans l'Illinois. Elle crée l'une des premières cliniques dans le quartier chinois de San Francisco au début des années 1920.
Très patriote, elle s'engage très tôt dans la guerre contre le Japon. Durant la guerre sino-japonaise, elle recrute ainsi secrètement des volontaires américains pour aller se battre en Chine. Lorsque les États-Unis entrent dans la Seconde Guerre mondiale, elle parraine plus de 1 500 soldats dont l'ensemble des aviateurs de l'escadrille VF-2.
De son vivant, Magaret Chung n'a pas fait de coming out. Toutefois, en adoptant le costume et un prénom masculin durant ses études, en restant célibataire et en entretenant des relations étroites avec plusieurs femmes, elle a mené une vie atypique et s'est vue discriminée, pour ses origines et son homosexualité présumée. On lui connaît différents engagements suffragistes et féministes dont celui en faveur des WAVES, une organisation militaire féminine dont elle a activement contribué à la fondation.

## Biographie

### Jeunesse et études
Margaret Chung est née à Santa Barbara, elle est l'aînée de onze enfants,. La famille déménage à Los Angeles en 1902. Lorsque les parents de Chung tombent malades, elle devient soutien de famille et aide ainsi à élever ses jeunes frères et sœurs, dès l'âge de dix ans.
En 1905, Chung est décrite dans le Los Angeles Herald comme une élève prometteuse qui souhaite devenir journaliste. Elle se fait à nouveau remarquer dans le même journal, en 1906, pour son poème intitulé Missionary Giving, qu'elle écrit et déclame à l'occasion du dix-huitième anniversaire de la Congrégation de la mission de Los Angeles. Elle écrit également un article intitulé Comparaisons des costumes chinois et américains, lors du premier anniversaire de la Congrégation de la mission de Pasadena en 1907. À l'automne de la même année, Chung s'inscrit à l'école préparatoire de l'USC, où elle est saluée comme une « élève particulièrement brillante » de son lycée. En 1910, elle remporte la deuxième place dans un concours d'éloquence.
Pour financer ses études supérieures, elle obtient une bourse du Los Angeles Times et travaille comme serveuse puis vendeuse d'instruments chirurgicaux. Elle remporte également des prix dans plusieurs concours d'éloquence, dont elle perçoit alors les dotations. En 1909, Chung est diplômée de l'université de Californie du Sud. Elle s'inscrit à l'école de médecine en 1911 et est « la première Chinoise à intégrer une école de médecine dans cet État ».

### Carrière professionnelle

Le quartier chinois de San Francisco au début du XXe siècle.

Après avoir obtenu son diplôme de médecine en 1916, elle se voit d'abord refuser des postes de missionnaire médical en Chine, ou des stages et s'installe pour travailler comme infirmière chirurgicale à Los Angeles. Après plusieurs mois, elle part pour Chicago, où elle trouve des stages, puis une place d'assistante en psychiatrie dans un hôpital public en 1917. Elle est plus tard nommée criminologue d'État pour l'Illinois. Après deux ans dans l'Illinois, elle démissionne et retourne à Los Angeles, après la mort de son père, où elle accepte un poste de chirurgien au Santa Fe Railroad Hospital,. Elle y soigne des célébrités, notamment l'actrice canadienne Mary Pickford.
Chung déménage dans le quartier chinois de San Francisco en 1922, où elle ouvre un cabinet médical. Elle soigne la population sino-américaine locale ainsi que des célébrités telles que Sophie Tucker, Helen Hayes et Tallulah Bankhead. Elle milite également dans le Chinese Women’s Reform Club, un mouvement suffragiste.
Elle soigne aussi sept pilotes de réserve de la Marine pendant cette période ; une partie de son aide consiste à leur préparer des repas, et ils se sont eux-mêmes surnommés « les fils bâtards blonds de Mom Chung », pour la remercier de sa générosité.

### Engagements durant la Seconde Guerre mondiale

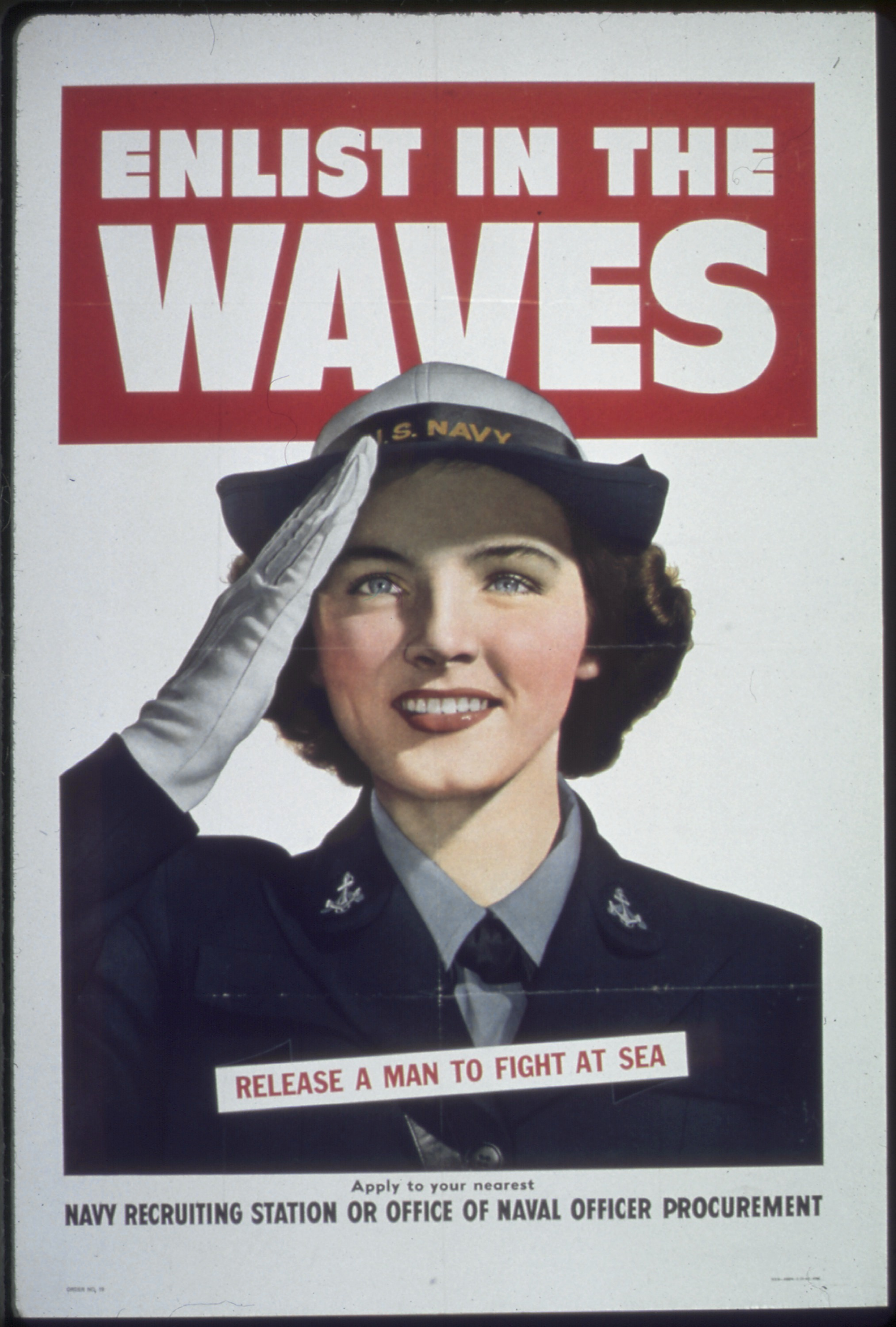
Affiche pour le recrutement des auxiliaires féminins de l'armée américaine.

Avant l'entrée des États-Unis dans la Seconde Guerre mondiale, Margaret Chung donne à ses filleuls un pendentif représentant un Bouddha de jade, un symbole grâce auquel ces pilotes peuvent se reconnaître à travers le monde. Les officiers de marine non aéronautiques parrainés par Chung s'appellent les Dauphins dorés (Golden Dolphins). Lorsque le Japon envahit la Chine en 1937, elle se porte volontaire comme chirurgienne en première ligne,, mais elle est affectée à la place pour recruter des pilotes pour le 1er groupe de volontaires américains, mieux connu sous le nom de Tigres volants. Pendant la guerre, Chung invite jusqu'à 175 personnes à Thanksgiving chez elle et emballe et adresse 4 000 cadeaux à Noël à ses filleuls. Parmi ses relations, on trouve des officiers de haut-rang et des sénateurs et membres du Congrès américain. En s'appuyant sur ces relations, elle aide à la fondation le Women Accepted for Volunteer Emergency Service bien qu'elle ne soit pas été autorisée à les rejoindre, car le gouvernement la soupçonne d'être homosexuelle.

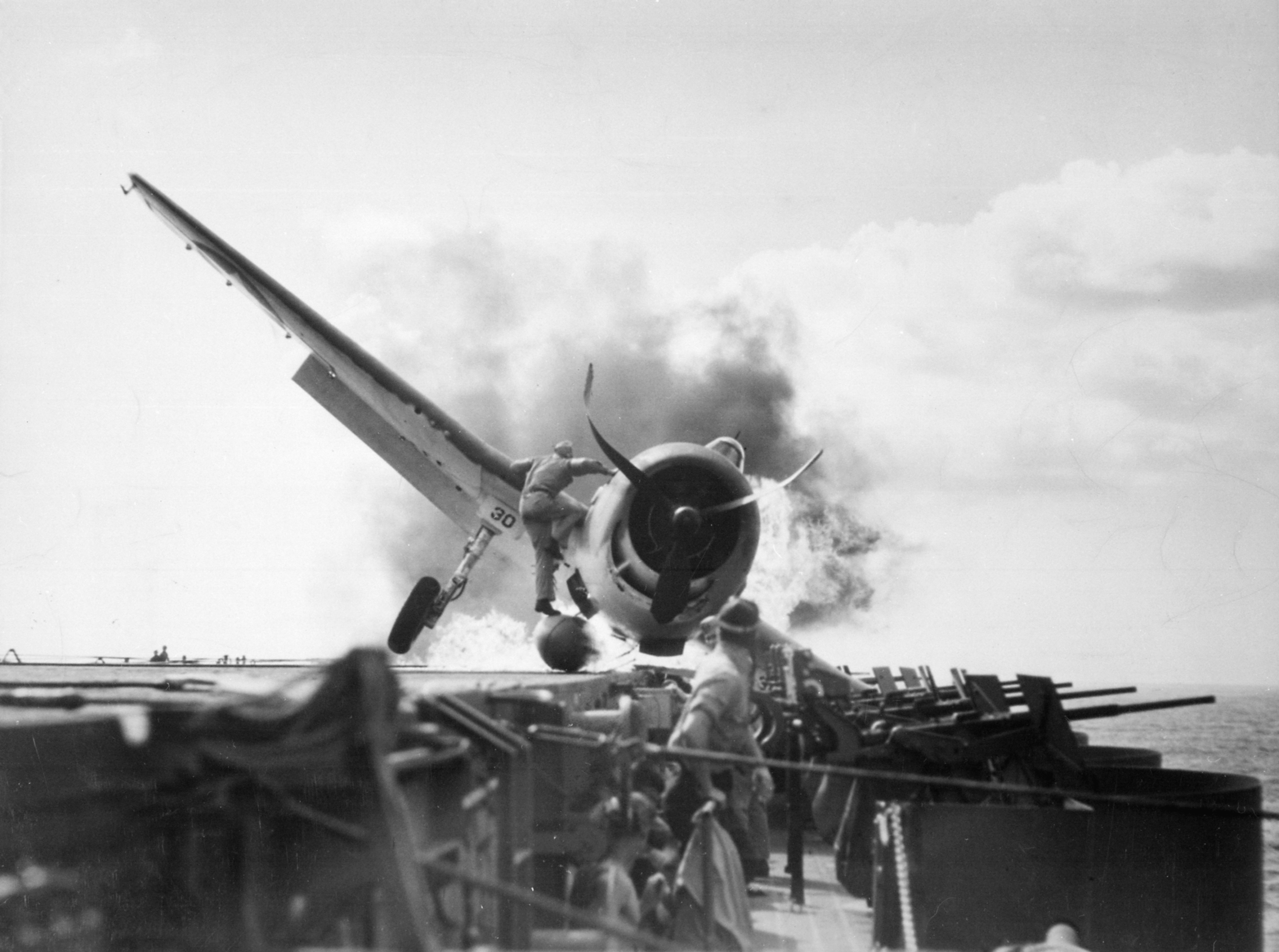
Appontage d'urgence d'un Hellcat du VF-2 sur l' en 1943.

Mom Chung adopte tout l'escadron VF-2, surnommé « The Rippers » pour son logo, qui montre un dragon chinois déchirant un drapeau. Le VF-2 est affecté à l' USS Enterprise (CV-6) et se distingue en abattant 67 avions japonais en une seule journée lors du Great Marianas Turkey Shoot en juin 1944.

### Après-guerre
En 1947, 90% des patients médicaux de Chung sont blancs. Lorsqu'elle prend sa retraite, ses « fils adoptifs » lui achètent une maison dans le comté de Marin.
Chung meurt d'un cancer en janvier 1959 à San Francisco,. Parmi ses porteurs se trouve l'amiral Chester W. Nimitz, l'un de ses « dauphins dorés ».

## Relations personnelles
Pionnière dans les domaines professionnel et politique, Chung a une vie privée non conventionnelle. En tant que seule femme de sa promotion à la faculté de médecine, elle s'habille comme un homme et se fait appeler « Mike », pour finalement revenir au costume féminin et à son prénom de naissance une fois en activité,.
En lisant sa correspondance privée, on découvre qu'elle entretient des relations étroites et apparemment intenses avec au moins deux autres femmes, la poétesse Elsa Gidlow et l'humoriste d'origine russe Sophie Tucker, que certains auteurs ont supposées romantiques. Bien qu'elle ait été brièvement fiancée, elle ne s'est jamais mariée. Défenseure des relations sino-américaines, Chung est la voisine, l'amie et confidente de l'écrivain et aventurier Richard Halliburton (1900-1939), lequel décède en essayant de rallier sur la jonque Sea Dragon, Hong Kong et l'exposition internationale du Golden Gate de 1939 à San Francisco.
Parmi les militaires célèbres parrainés par Mom Chung, on peut citer le président Ronald Reagan, l'amiral Chester Nimitz et William F. Halsey, le contre-amiral William Sterling Persons et le chef d'orchestre André Kostelanetz,.

Les filleuls de Mom Chung
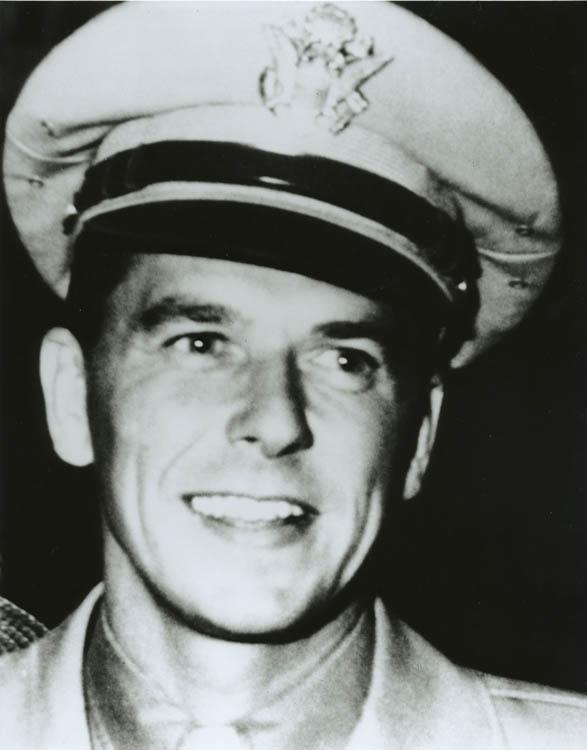
Ronald Reagan (US Air Force 1940).
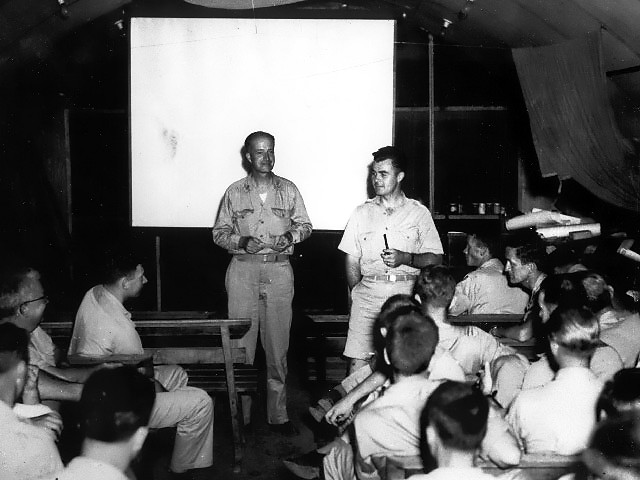
William Sterling Persons lors du briefing de Enola Gay.
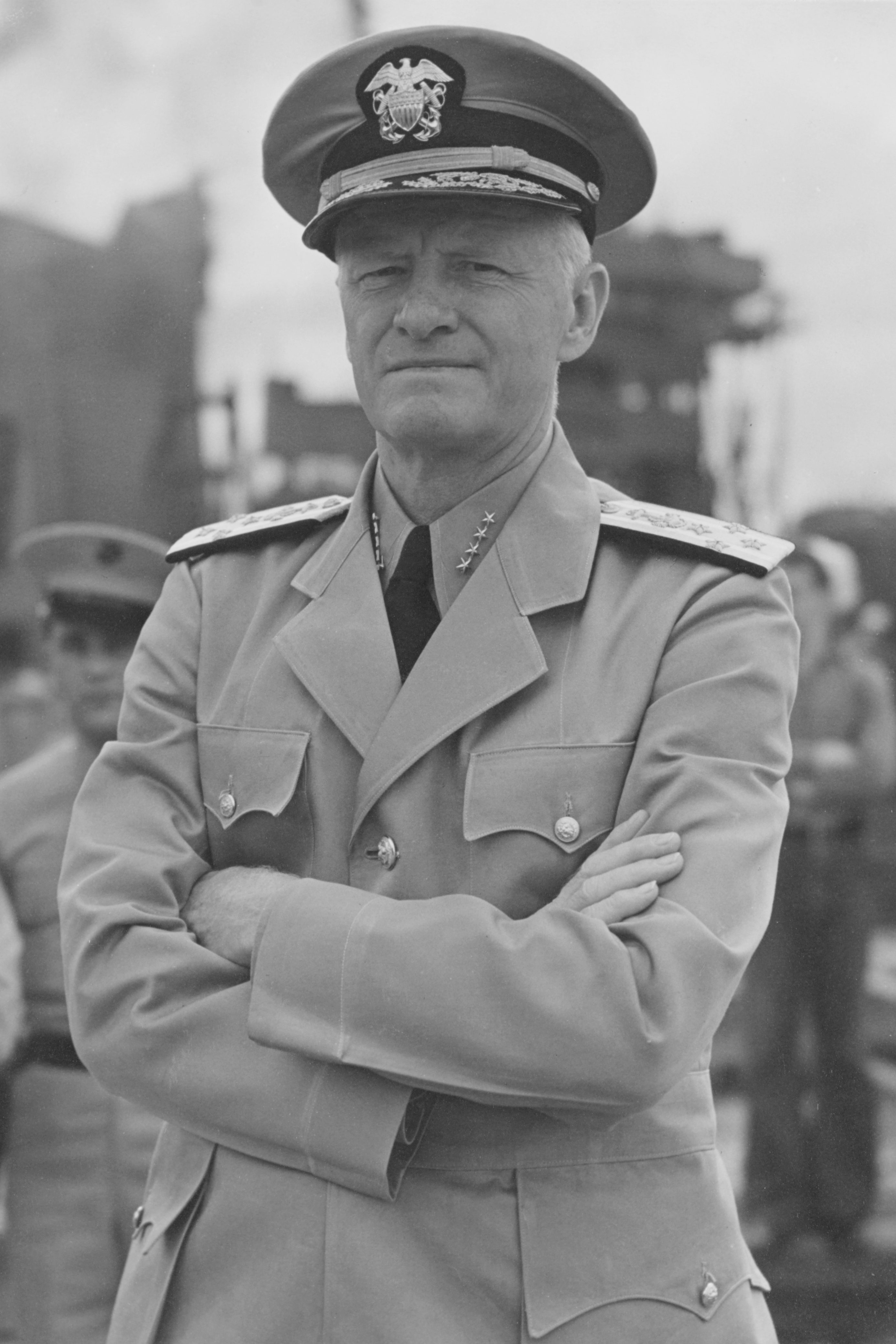
L'amiral Chester Nimitz en 1942.
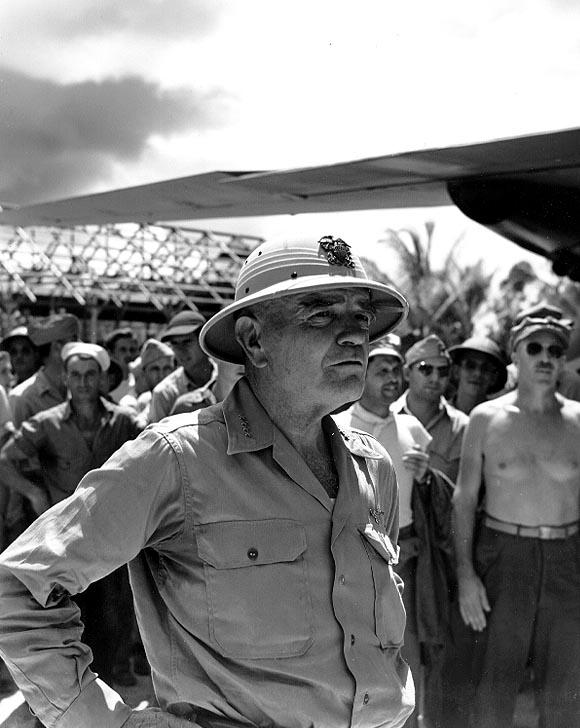
L'amiral William F. Hasley dans le Pacific sud en 1944.
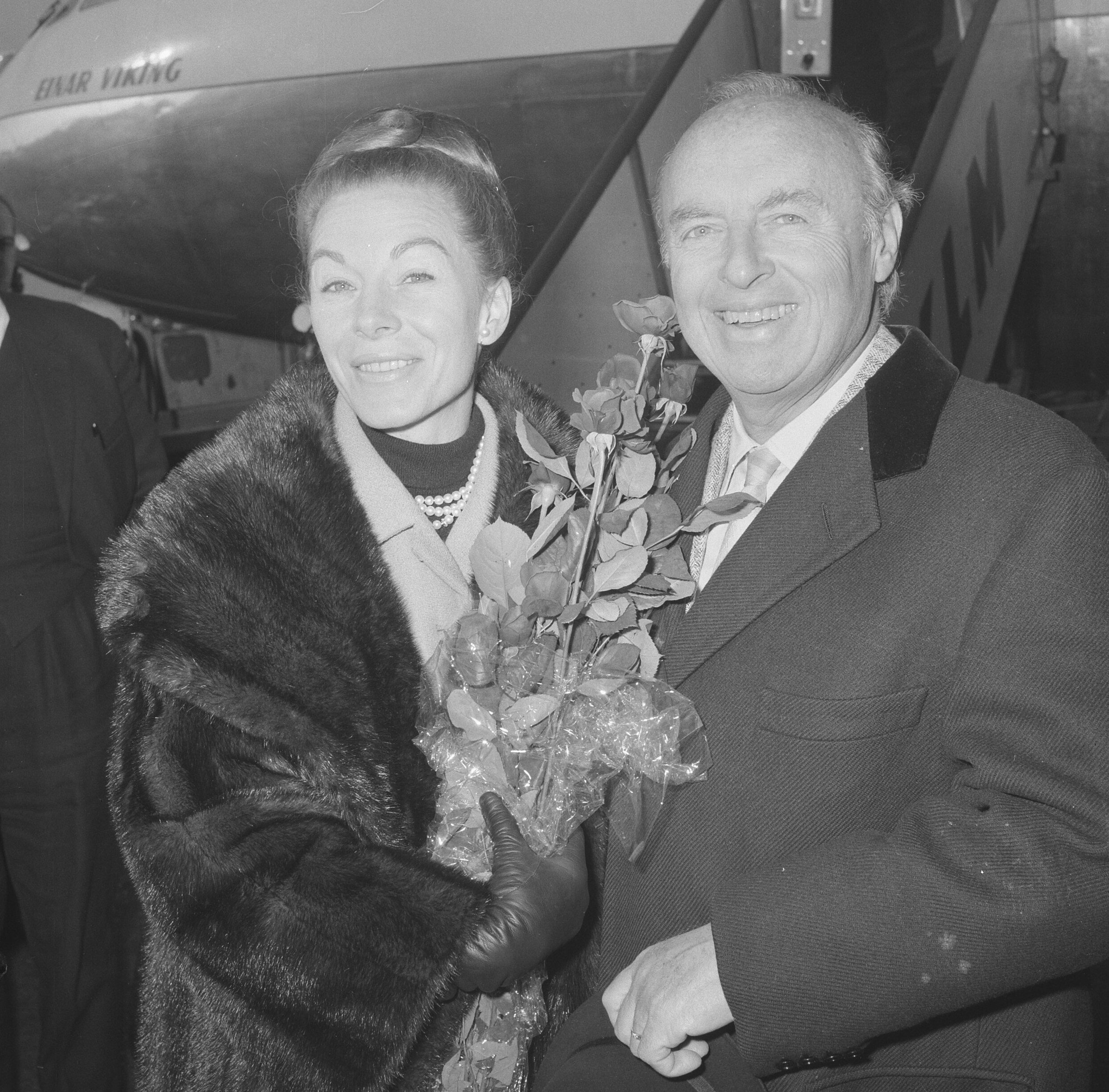
André Kostelanetz (chef d'orchestre américain d'origine russe).

## Hommages et commémorations

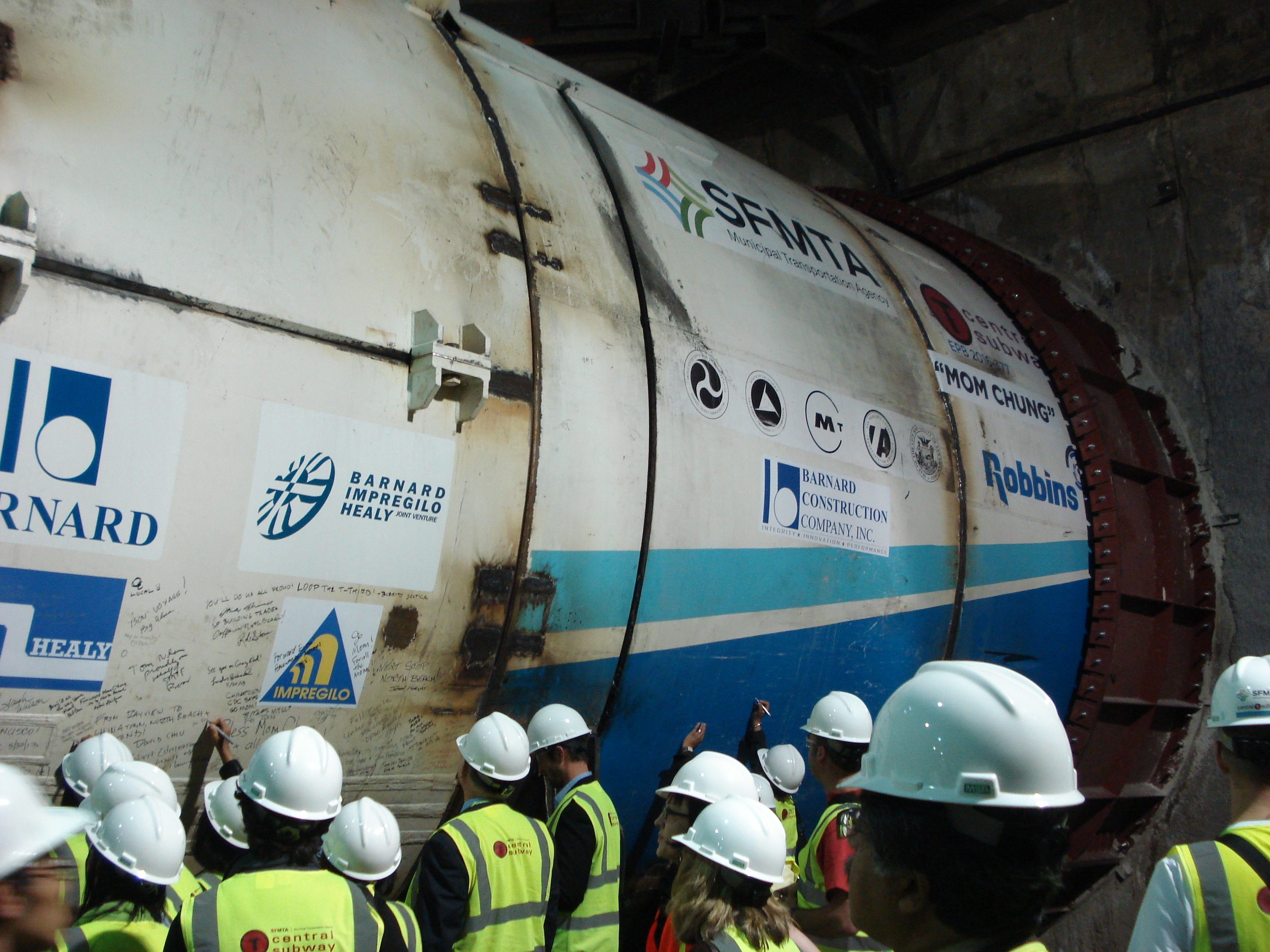
Dédicaces sur le Tunnelier Mom Chung, le 30 mai 2013.

Chung aurait inspiré le personnage du Dr Mary Ling dans le film Le Roi de Chinatown du réalisateur Nick Grinde (1939). Ce rôle est interprété par l'actrice sino-américaine Anna May Wong.
A minima trois forteresses volantes ont été nommées « Mama Chung » en son honneur par ses « fils militaires », pendant la Seconde Guerre mondiale.
Le 11 octobre 2012, une plaque commémorative a été dévoilée dans le cadre du projet Legacy Walk, une exposition en plein air, à Chicago, qui célèbre l'histoire et les personnes LGBT.
Un tunnelier utilisé pour creuser le métro de San Francisco a été baptisé Mom Chung, le 7 mars 2013.

### Sources et références
1. 1 2 3 4 5 6 7 8 9 10 11 12 13 14  (en-US) Rasmussen, Cecilia, « Chinese American Was 'Mom' to 1,000 Servicemen », Los Angeles Times,‎ 24 juin 2001 (lire en ligne, consulté le 10 mars 2017).
2. 1 2  (en-US) « San Bernardino Sun 23 August 1937 — California Digital Newspaper Collection », sur cdnc.ucr.edu (consulté le 10 juin 2023).
3. 1 2 3 4  (en) « Doctor Margaret "Mom" Chung », West Adams Heritage (consulté le 10 mars 2017).
4. ↑  (en-US) « Chinese Girl to Become Reporter », Los Angeles Herald,‎ 10 octobre 1905 (lire en ligne, consulté le 14 mars 2020).
5. ↑  (en-US) « Chinese assist in exercises », Los Angeles Herald,‎ 5 mars 1906 (lire en ligne, consulté le 10 mars 2017).
6. ↑  (en-US) « Chinese celebrate first anniversary », Los Angeles Herald,‎ 8 mai 1907 (lire en ligne, consulté le 10 mars 2017).
7. ↑  (en-US) « Margaret Chung, Edith Romig and Lillian Pressman », Los Angeles Herald,‎ 24 novembre 1907 (lire en ligne, consulté le 10 mars 2017).
8. ↑  (en-US) « Chinese girl secures second prize in debate », Los Angeles Herald,‎ 5 mars 1910 (lire en ligne, consulté le 10 mars 2017).
9. ↑  (en) Smith, Icy, The Lonely Queue: The Forgotten History of The Courageous Chinese Americans in Los Angeles, East West Discovery Press, 2001 (ISBN 0-9701654-1-2, lire en ligne).
10. ↑  (en) « Mom Chung » [archive du 9 janvier 2019], Bamboo Productions (consulté le 10 mars 2017).
11. 1 2  (en) Wu, Judy Tzu-Chun, Doctor Mom Chung of the Fair-Haired Bastards: The Life of a Wartime Celebrity, Berkeley, California, University of California Press, 2005 (ISBN 978-0520938922, lire en ligne).
12. 1 2 3  (en) Morganti, Mary, Otani, Janice et Peterson, Erin, « Guide to the Margaret Chung Papers (AAS ARC 2000/3) », Online Archive of California, University of California at Berkeley, Ethnic Studies Library, septembre 2000 (consulté le 13 mars 2017).
13. ↑  (en-US) Adler, Herman M., « The Juvenile Psychopathic Institute and the work of the Division of the Criminologist », The Institution Quarterly, Department of Public Welfare, State of Illinois, vol. IX,‎ 31 mars 1918, p. 5–13 (lire en ligne, consulté le 16 mars 2017) :« Dr. Margaret J. Chung, a graduate of the University of Southern California Medical School, having taken Dr. Singer's course for assistant physicians at Kankakee, and having passed the civil service examination, has been appointed resident assistant in psychiatry, the Board of County Commissioners of Cook County having granted maintenance for one resident. »
14. ↑  (en) White, Leonard D., « The Status of Scientific Research in Illinois by State Agencies Other than the University of Illinois », Bulletin of the National Research Council, The National Research Council of The National Academy of Sciences, vol. 5,‎ mars 1923, p. 67 (lire en ligne, consulté le 16 mars 2017).
15. ↑  (en) « Mary Thompson Hospital Bulletin », The Woman's Medical Journal, vol. XXIX, no 6,‎ juin 1919, p. 126 (lire en ligne, consulté le 16 mars 2017) :« Dr. Margaret Chung, who recently gave up the position of assistant psychiatrist to the Juvenile Psychopathic Institute at Chicago in order to go to France, is now in Los Angeles doing work with the Santa Fe Railway. »
16. ↑  (en-US) « The Chinese-American Doctor Who Raised Hell—and 1,500 WW2 Servicemen », sur KQED, 27 août 2021 (consulté le 10 juin 2023).
17. 1 2 3  (en) « The Very Queer History of the Suffrage Movement (U.S. National Park Service) », sur www.nps.gov (consulté le 10 juin 2023).
18. ↑  (en) « Desert Sun 7 November 1947 — California Digital Newspaper Collection », sur cdnc.ucr.edu (consulté le 10 juin 2023).
19. ↑  (en) « Madera Tribune 24 August 1937 — California Digital Newspaper Collection », sur cdnc.ucr.edu (consulté le 10 juin 2023).
20. 1 2  (en-US) Miller, Johnny, « Margaret Chung, a one-woman USO in WWII », San Francisco Chronicle,‎ 4 janvier 2009 (lire en ligne, consulté le 10 mars 2017).
21. 1 2  (en) « Madera Tribune 4 October 1944 — California Digital Newspaper Collection », sur cdnc.ucr.edu (consulté le 10 juin 2023).
22. ↑  (en-US) « The Third Fighting Two », VFA-2, United States Navy, 2016 (consulté le 10 mars 2017).
23. ↑  (en) John Gunter, Inside U.S.A., New York, Londres, Harper & Brothers, 1947, p. 46
24. ↑  (en-US) « Dr. 'Mom' Chung death grieved by flyers », Coronado Journal,‎ 15 janvier 1959 (lire en ligne, consulté le 10 mars 2017).
25. ↑  (en) « Encyclopedia of Lesbian, Gay, Bisexual and Transgender History in America » (consulté le 29 novembre 2014).
26. ↑  (en) Max, Gerry, Horizon Chasers: The Lives and Adventures of Richard Halliburton and Paul Mooney, Jefferson, NC, McFarland & Company, Inc., 2007 (ISBN 978-0786426713, lire en ligne), p. 129 :« At the time [Chung] lived at the top of Telegraph Hill, at 1407 Montgomery Street, which offered matchless views of both the Bay Bridge and Treasure Island. Halliburton either lived briefly in the same building or received mail through Dr. Chung. »
27. ↑  (en-US) « San Pedro News Pilot 5 October 1939 — California Digital Newspaper Collection », sur cdnc.ucr.edu (consulté le 10 juin 2023).
28. ↑  (en) « Margaret Chung papers, 1933–1958 (bulk 1942–1944), AAS ARC 2000/3 », Online Archive of California, University of California at Berkeley, Ethnic Studies Library, 1933 (consulté le 13 mars 2017).
29. ↑  (en-US) « Dr. Margaret Chung, San Francisco physician, is called "Mother of Aviators" », Madera Tribune,‎ 22 juillet 1943 (lire en ligne, consulté le 10 mars 2017) :« Some of her boys named a Flying Fortress "Mama Chung III," "Mama Chung I" and "Mama Chung II" having been shot down during bombing raids. »
30. ↑  (en) Salvo, Victor, « Margaret Chung Plaque Image », The Legacy Project (consulté le 29 novembre 2014).
31. ↑  (en) Salvo, Victor, « 2012 Inductees », The Legacy Project (consulté le 29 novembre 2014).
32. ↑  (en) « Introducing Big Alma and Mom Chung, the Central Subway’s tunnel boring machines | Central Subway Blog » (consulté le 1er juin 2023).